# Famille Courtois d'Arcollières
Pour les articles homonymes, voir Courtois et Courtois (patronyme).
La famille Courtois d'Arcollières, anciennement Cortoys, est une famille noble de Savoie, originaire du Petit Bugey, anoblie en 1517.
La ligne aînée s'est éteinte en Savoie en 1931. Une ligne cadette subsistante s'est établie vers 1530 dans le Gard, où elle a été maintenue noble en 1718.

## Histoire
Les premières mentions de la famille Courtois d'Arcollières, anciennement Cortoys (d'où les surnoms de Cortoys d'Arcollières et Cortoys de Préliand), remontent à la première moitié du XVIe siècle. Alexandre Courtois est le premier membre connu et porte, selon le généalogiste Gustave Chaix d'Est-Ange, les qualifications de la noblesse. Il est en possession du fief d'Arcollières, correspondant à une colline située au-dessus et à l'est de Yenne, dans le Petit Bugey, province des États de Savoie.
Alexandre Courtois est le père de trois fils, Étienne, François-Louis et Louis, qui ont été récompensés pour leur service en étant anoblis par lettres patentes du 28 octobre 1517 par le duc de Savoie, Charles II,,. Le généalogiste Amédée de Foras suppose que la famille « [vivait] déjà noblement », apportant en notes plusieurs arguments dont celui de la qualification de noble du père par un notaire ducal. Étienne et son frère cadet, François-Louis, sont à l'origine de plusieurs branches familiales,.

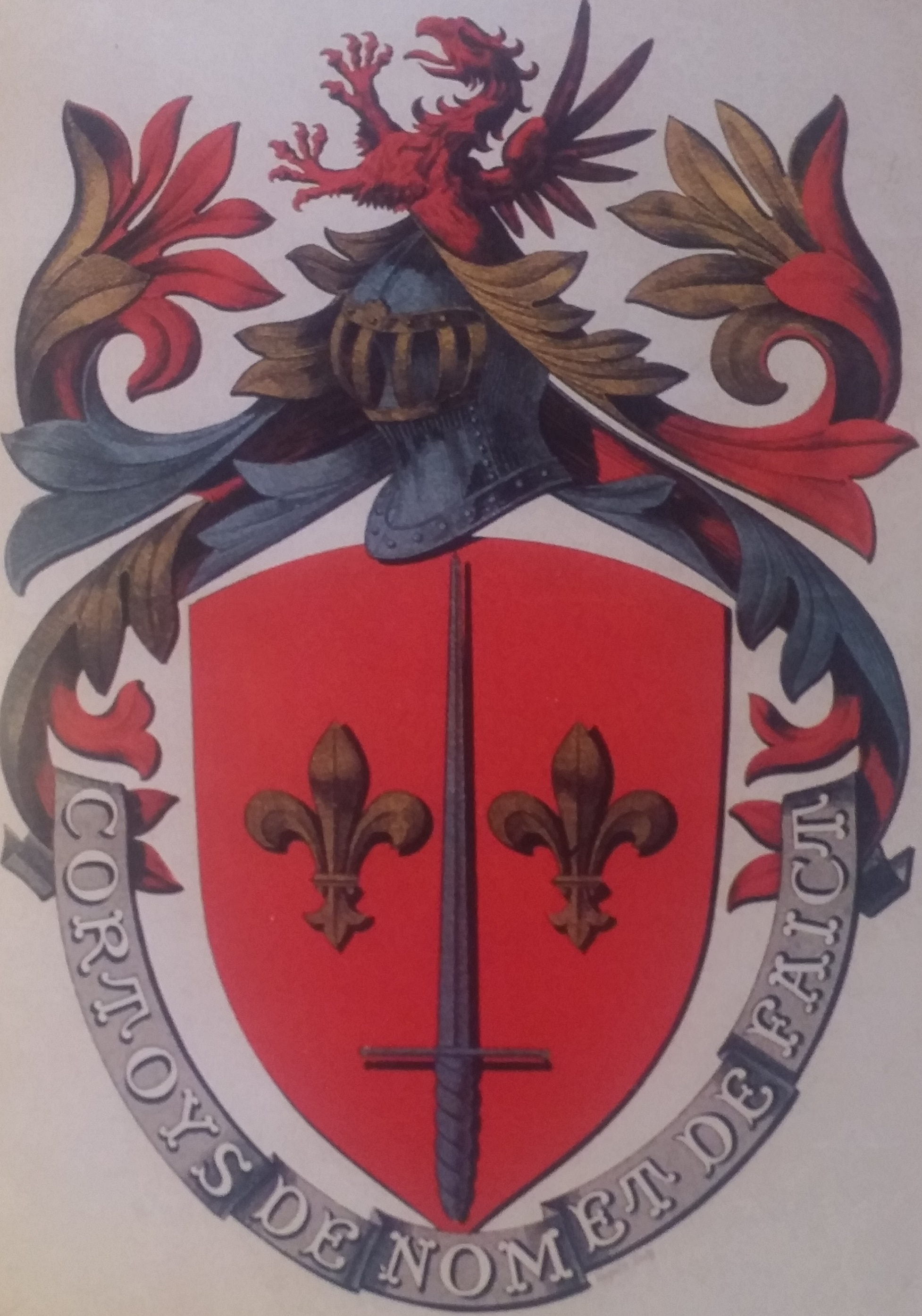
Armes modernes concédées par le roi de France.

Étienne Courtois d'Arcollières, en sa qualité d'archer du roi de France, François Ier, participe à la bataille de Pavie, lors de la Sixième guerre d'Italie (1525). Il semble que le passage des armes primitives aux armes modernes s'est fait après cet événement. Le roi de France, à qui l'archer a sauvé la vie à deux occasions, lui concède en récompense les nouvelles armes et la devise,.
Une confirmation de noblesse est faite par lettres patentes du 21 novembre 1634, en faveur de Benoît Courtois, descendant de la branche aînée.
En 1660, César-Benoît Courtois d'Arcolières épouse Jeanne de Prélian qui lui apporte en dot, la maison-forte et la seigneurie de Prélian,. Leur fils, Pierre Courtois, épouse, en 1688, Louise de Rossillon de Gimilieu. Le fils de ces derniers, Philibert Courtois d'Arcollières, seigneur de Prélian, signe en 1730 un acte avec le nom « Courtoys de Préliand ».
Amédée de Foras conclut sa notice en relevant que « cette famille continue très honorablement en Savoie, descendant directement d'Étienne ».
La ligne ainée s'est éteinte en 1931 avec Eugène Courtois d'Arcollières (1846-1931), qui laisse deux filles de son mariage le 11 juin 1873 avec Edmée de Boigne (1853-1937) : Marie (1878-1960) et Charlotte (1891-1972), toutes deux mariées avec postérité.
La famille Courtois d'Arcolières est membre de l'Association d'entraide de la noblesse française, depuis le 15 décembre 1956.

## Lignée cadette à Beaucaire
Amédée de Foras ajoute qu'une branche cadette est issue de François-Louis Cortoys, frère d'Étienne, dont le fils André a fait souche à Beaucaire (Gard),. Il annote cette information ainsi « Ils ont abandonné le nom d'Arcollières et s'appellent MM. de Courtois. »
Le généalogiste Gustave Chaix d'Est-Ange, dans la notice consacrée aux Courtois établis à Beaucaire, en Languedoc, considère que cette dernière « croit avoir eu dans le passé une origine commune avec [cette] famille savoisienne ». L'auteur précise « Dans la réalité, la famille de Courtois descend d'un […] cultivateur, originaire du lieu de Anteno (?), au diocèse de Genève, qui épousa à Beaucaire en 1486 honnête fille Marie Capon. » Cette famille se serait alors agrégée à la noblesse au cours du XVIIIe siècle.
Cette assertion de Gustave Chaix d'Est-Ange, reprise par Charondas dans son Cahier noir (Les Cahiers Nobles N° 8 et 9, 1957), a toutefois été formellement réfutée par la famille, qui en a apporté la preuve en s'appuyant notamment sur le jugement de maintenue de noblesse signé par Louis de Bernage, Intendant du Languedoc, daté de Montpellier le 17 juin 1718. Ce jugement, dont la famille possède l'original, confirme sans aucune ambigüité, actes justificatifs à l’appui, la filiation des Courtois de Beaucaire avec François-Louis Cortoys.
Charondas a reconnu son erreur, et donc celle de Chaix d'Est-Ange, dans l’Intermédiaire des chercheurs et curieux (ICC) de décembre 1959.
Cette filiation attestée a permis aux deux branches subsistantes de la lignée cadette de la famille de Courtois d’obtenir l’autorisation, par décision du tribunal de grande instance de Nice du 9 janvier 1961, d’adjoindre à leur patronyme le nom de terre d’Arcollières, avec effet rétroactif jusqu'en 1792.

### Filiation
- André Cortoys, marié vers 1530 avec Catherine de Joannis, eut pour fils[9],[13] :
  - Jacques Ier Cortoys, garde pour le roi du port et du passage de Fourques (Gard), sur le Rhône, en 1555, mort avant 1588, marié le 4 décembre 1550 avec Catherine Rogier, dont :
    - Jacques II Cortoys (vers 1552 - 1611), garde du port et du passage de Fourques, commandant du château de Fourques en 1596, marié le 24 janvier 1588 avec Anne Favier de Fourniquet, dont :
      - Jean de Courtois (1588-1679), capitaine de 100 hommes d'armes en 1629 et 1647. Il s'établit à Beaucaire (Gard), épouse le 18 mars 1648 Françoise Mendre de Garrigues (vers 1629 - 1675), dont :
        - Antoine de Courtois (1650-1691), qui poursuivit.

## Personnalités

### Lignée savoisienne
- Étienne Courtois d'Arcollières, archer du roi de France, anobli en 1517.
- Chevalier Eugène Courtois d'Arcollières (1846-1931), deux fois président de l'Académie des sciences, belles-lettres et arts de Savoie (1889-1892, 1894-1895), puis secrétaire perpétuel (1895-1931)[14],[15], dernier descendant mâle de la ligne aînée.

### Lignée de Beaucaire
- Sébastien de Courtois (1974- ), historien, écrivain et journaliste, auteur de récits et d'études sur les Chrétiens d'Orient

## Possessions

### Lignée savoisienne
- Seigneurie et maison forte d'Arcollières (Yenne)[1],[3] ;
- Seigneurie et maison forte de Prélian (ou Preylian)[1] (Saint-Jean-de-Chevelu, vers 1660 par mariage)[7] ;
- Seigneurie du Soleillant[1] (Verrières-en-Forez) en Forez ;
- Seigneurie et château de Chateaurouge[1] ou Château-Rouge (Lompnieu), en Valromey ;
- Seigneurie de Chamillieu[2],[1], en Valromey ;
- Maison forte de Gimilieu (Saint-Jean-de-Chevelu, vers 1688)[16].

## Armes, devise
| Famille Courtois d'Arcollières | Les armes de la famille Courtois d'Arcollières se blasonnent ainsi : Armes modernes : De gueules à l'épée d'argent, accostée de deux fleurs de lys d'or,. Armes primitives : D'or à un griffon de gueules, Devise : COURTOYS DE NOM ET DE FAICT• ou encore OB SERVATUM QUANDOQUE LILIUM, - : Armes et devise concédées par le roi François Ier. |  |

## Alliances
Les principales alliances de la famille Courtois d'Arcollières (branche aînée) sont : d'Allard (1913), de Boigne (1873), de Flocard de Mépieu (1836), Martin du Villars (1790), de Gantelet (1861), de Mari (1829).

#### Ouvrages généraux
- Gustave Chaix d'Est-Ange, Dictionnaire des familles françaises anciennes ou notables à la fin du XIXe siècle, vol. 12 Cos-Cum, Evreux, impr. Charles Herisseys, 1913 (lire en ligne), p. 191-192. .
- Amédée de Foras, Armorial et nobiliaire de l'ancien duché de Savoie, vol. 2, Grenoble, Allier Frères, 1878 (lire en ligne), p. 218-225. .
- Henri Jougla de Morenas, Grand Armorial de France, vol. 3, Éditions héraldiques, 1935 (lire en ligne), p. 94.

#### Monographies
- Notes généalogiques, biographiques & historiques sur la famille de Courtois d'Arcollières (branche cadette en Languedoc), éd. Girouard et Richot, Saumur, 1935, In-8°
- Gaston de Courtois d'Arcollières, Notes généalogiques biographiques & historiques sur la famille de Courtois d'Arcollières (branche cadette en Languedoc), Les éditions Rosa Bonheur, Paris, 1994, 105 p.